# Oud-Maarsseveen
Oud-Maarsseveen is een voormalige gemeente, nu een buurtschap in de gemeente Stichtse Vecht, in de Nederlandse provincie Utrecht. Oud-Maarsseveen heeft 270 inwoners (2005).
De oorspronkelijke naam van de buurtschap is Maarsseveen. Het was de belangrijkste nederzetting in het middeleeuwse gerecht Maarsseveen, dat omstreeks 1408 in het bezit van de bisschop van Utrecht kwam. De situatie veranderde toen de Staten van Utrecht het gerecht in 1640 verkochten aan de Amsterdammer Johan Huydecoper, die daardoor heer van Maarsseveen en Neerdijk werd. Hij wist gedaan te krijgen dat de Staten van Utrecht vervolgens het grootste deel van het gebied van het gerecht Maarssen op de oostelijke oever van de Vecht afsplitsten. Dit gebied ging voortaan het gerecht Nieuw-Maarsseveen vormen. Sindsdien ging men het oorspronkelijke Maarsseveen Oud-Maarsseveen noemen. Het economisch zwaartepunt lag voortaan in Nieuw-Maarsseveen met zijn landhuizen langs de Vecht. Ook het rechthuis voor Oud-Maarsseveen bevond zich in Nieuw-Maarsseveen. Kerkelijk bleef Oud-Maarsseveen echter met Tienhoven verbonden.

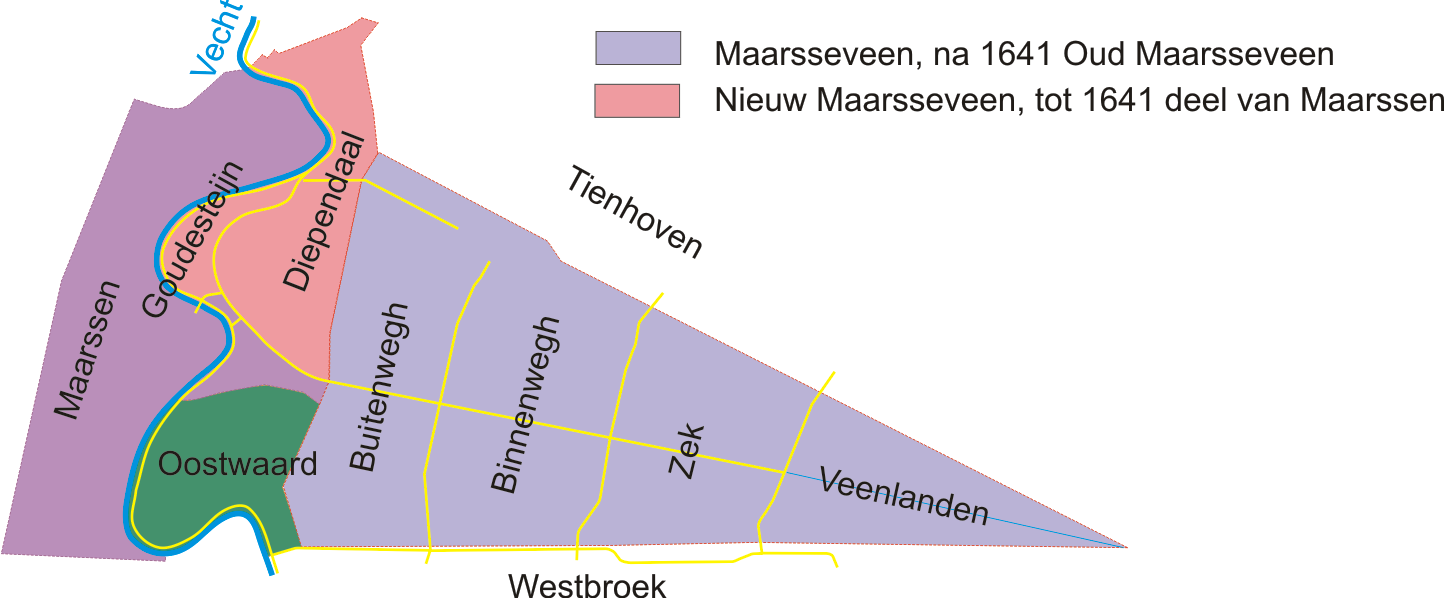
grenzen van Oud- en Nieuw Maarsseveen

Bij de vorming van de gemeenten in 1811 werd Oud-Maarsseveen een zelfstandige gemeente, waarvan de aktes van de burgerlijke stand nog getuigen.
De gemeente werd echter al op 1 januari 1812 samengevoegd met de gemeenten Nieuw-Maarsseveen, Breukeleveen en Tienhoven onder de naam Tienhoven. Per 1 januari 1818 veranderde de gemeentelijke indeling opnieuw: Oud- en Nieuw-Maarsseveen gingen samen de gemeente Maarsseveen vormen, die bleef bestaan tot de annexatie door Maarssen op 1 juli 1949. Met Maarssen ging het per 1 januari 2011 op in de nieuwe gemeente Stichtse Vecht.
Oud-Maarsseveen is, net als het aangrenzende Tienhoven, ontstaan door de aanleg van een dwarsvaart met een dijk in het moerasachtige gebied. Er werden langwerpige kavels uitgegeven ten behoeve van bouwland en weidegrond. De kavels van Oud-Maarsseveen, die vaak honderden meters lang waren, kwamen knel te zitten tussen die van Tienhoven en Westbroek en eindigden dan ook in een punt.
Dorpen: Breukelen · Kockengen · Loenen aan de Vecht · Loenersloot · Maarssen · Maarssenbroek · Nieuwersluis · Nieuwer Ter Aa · Nigtevecht · Oud-Zuilen · Tienhoven · Vreeland

Buurtschappen: Gieltjesdorp · Kerklaan · Kortrijk · Laag-Nieuwkoop · Maarsseveen · Mijnden · Molenpolder · Nieuwerhoek · Noordeinde · Oud-Aa · Oud-Maarsseveen · Oukoop · Portengen · Portengense Brug · Scheendijk · Spengen · Zuideinde

Utrecht · Plaatsen in de provincie      Nederland · Provincies · Gemeenten